# NGC 1326
NGC 1326 ist eine linsenförmige Galaxie mit aktivem Galaxienkern vom Hubble-Typ SB0 im Sternbild Fornax am Südsternhimmel. Sie ist schätzungsweise 55 Millionen Lichtjahre von der Milchstraße entfernt und hat einen Durchmesser von etwa 65.000 Lj. Unter der Katalognummer FCC 29 ist sie als Mitglied des Fornax-Galaxienhaufens gelistet. 

In derselben Himmelsregion befinden sich u. a. die Galaxien NGC 1310, NGC 1316, NGC 1317 und NGC 1341.
Das Objekt wurde am 29. November 1837 von John Herschel mit seinem 18,7-Zoll-Teleskop entdeckt.